# William Shirley

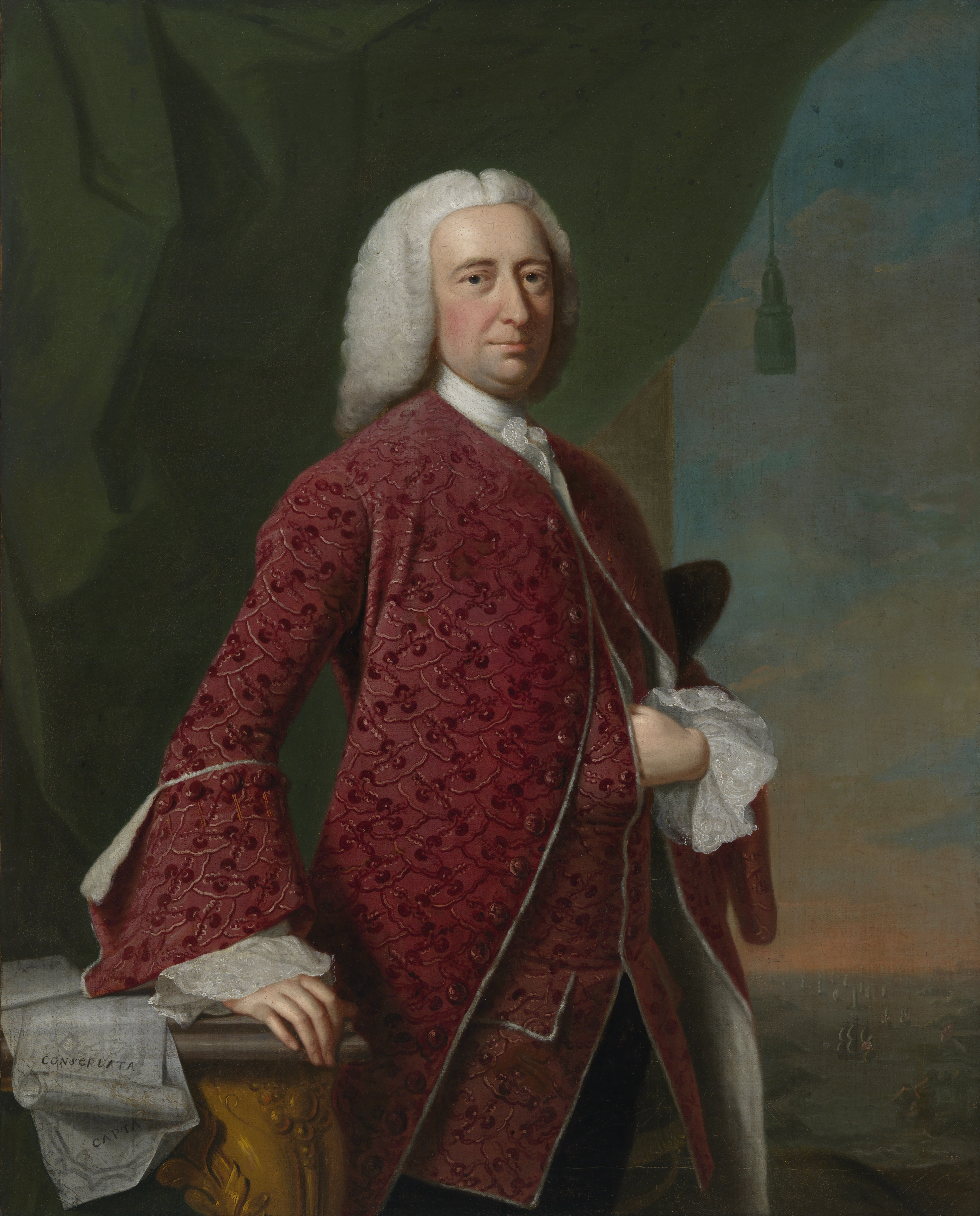
William Shirley

William Shirley (* 2. Dezember 1694 in Preston, Sussex; † 24. März 1771 in Roxbury, Province of Massachusetts Bay) war ein britischer Kolonialgouverneur in Nordamerika.

## Leben
Er studierte am Pembroke College der Universität Cambridge, absolvierte anschließend eine juristische Ausbildung am Middle Temple und wurde 1714/15 als Barrister zugelassen. Er kam 1731 nach Amerika, ließ sich in Boston, Massachusetts, nieder und arbeitete dort als Anwalt. Von 1741 bis 1745 war er königlicher Gouverneur von Massachusetts und plante 1745 den erfolgreichen Feldzug, der zur ersten Eroberung der französischen Festung Louisbourg auf der Kap-Breton-Insel führte. Als Garnison für die eroberte Festung stellte er im September 1745 ein Infanterieregiment auf, dessen Colonel er wurde und das nach ihm Shirley’s Regiment of Foot genannt wurde. Nachdem Louisbourg mit dem Frieden von Aachen 1748 an die Franzosen zurückgegeben worden war, wurde das Regiment 1749 aufgelöst.
Von 1745 bis 1753 hielt sich Shirley in England auf und kehrte als Gouverneur nach Massachusetts zurück. Er schloss 1754 einen Vertrag mit den Indianern des Ostens ab und erkundete den Kennebec River, an dessen Ufer er mehrere Forts errichtete. Im Oktober 1754 wurde er beauftragt sein Infanterieregiment neu aufzustellen und wurde zu dessen Colonel ernannt. Das Regiment wurde im Dezember 1754 gegründet als 50th Regiment of Foot (American Provincials) nummeriert. Nach Ausbruch des Franzosen- und Indianerkrieges wurde Shirley nach dem Tod General Edward Braddocks 1755 als Major-General Oberbefehlshaber der britischen Truppen in Nordamerika. Er plante den Feldzug von General John Prideaux gegen das Fort Niagara und begleitete ihn 1755 bis Fort Oswego. Im Juni 1756 wurde Shirley in seinem militärischen Kommando abgelöst und im September 1756 in seinem Gouverneursamt abberufen und nach England zurückbeordert. Sein 50th Regiment diente als Garnison von Fort Oswego, geriet bei dessen Einnahme durch die Franzosen im August 1756 in Gefangenschaft und wurde im Dezember 1756 aufgelöst.
Er wurde im November 1758 zum Gouverneur der Bahamas bestellt und 1759 zum Lieutenant-General befördert. Das Gouverneursamt legte er 1770 nieder und kehrte nach Roxbury in Massachusetts zurück, wo er den Rest seines Lebens im Ruhestand verbrachte.
Er schrieb: „Electra“, eine Tragödie; „Bertha“, ein Maskenspiel; „The Siege of Louisburg“ (Die Belagerung von Louisburg 1745); Edward the Black Prince (1750); „Conduct of Gen. William Shirley Briefly Stated“ (1758) und mehr.

## Ehen und Nachkommen
Shirley war zweimal verheiratet, in erster Ehe seit 1717 mit Frances Barker, und hatte mindestens zwei Söhne und drei Töchter, darunter:
- Sir Thomas Shirley, 1. Baronet (1727–1800), Major-General der British Army, Gouverneur von Dominica und der Leeward Islands;
- William Shirley († 1755), Sekretär des Generals Edward Braddock, fiel in der Schlacht am Monongahela;[4]
- Anne Shirley ⚭ John Erving;
- Maria Catherina Shirley ⚭ John Erving junior.